# 葛量洪茶

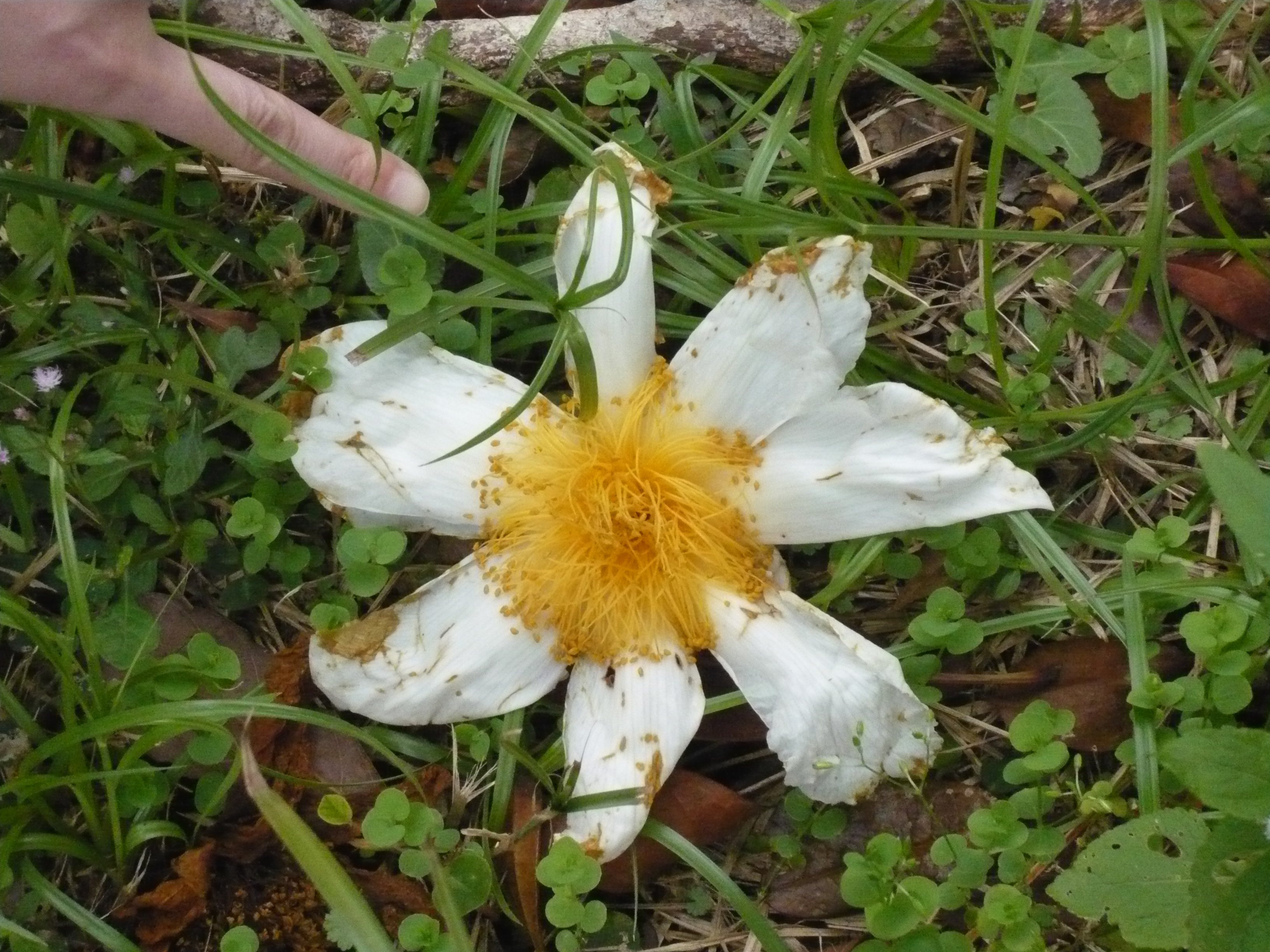
葛量洪茶的花朵

葛量洪茶，原名大苞山茶，杜鵑花目山茶科山茶屬小型常綠喬木植物，屬於香港瀕危植物。首次於1955年被任職農林部的劉松彬在香港大帽山發現，並以當時港督葛量洪的名字命名。現在受到香港《林務規例》所保護，並且已載入《中國植物紅皮書》和《廣東省珍稀瀕危植物圖譜》。
葛量洪茶一般高8米。葉革質，橢圓形，端尖底圓，無毛，邊有細鋸齒；葉柄長8-12毫米。花又大又白而無柄；苞片及萼片圓型；花瓣8片，基部連生；雄蕊無輪；子房有毛，花柱長2厘米。蒴果球形，有3到4個室。花期從每年3月到4月。主要分布在香港的大帽山、馬鞍山，還有廣東等地方。

## 外部連結
- 大苞山茶